# Oligótrofo
Un oligótrofo es un organismo que puede vivir en un ambiente que ofrece niveles muy bajos de nutrientes. Pueden contrastarse con copiotróficos, que prefieren entornos ricos en nutrientes. Los oligotróficos se caracterizan por un crecimiento lento, bajas tasas de metabolismo y generalmente baja densidad de población.
El adjetivo oligotrófico puede ser usado para referirse a ambientes que ofrecen poco para sostener la vida, organismos que sobreviven en tales ambientes, o las adaptaciones que apoyan la supervivencia. Etimológicamente, la palabra "oligótrofo" es una combinación del adjetivo griego oligos (ὀλίγος) que significa "pocos" y el adjetivo trophikos (τροφικός) que significa "alimentación".
Los entornos oligotróficos incluyen sedimentos oceánicos profundos, cuevas, hielo glacial y polar, suelos subterráneos profundos, acuíferos, aguas oceánicas y suelos lixiviados.
Ejemplos de organismos oligotróficos son el olm de la caverna; la bacteria Pelagibacter ubique, que es el organismo más abundante en los océanos con un estimado de 2 × 1028 individuos en total; y los líquenes con su tasa metabólica extremadamente baja.

## Adaptaciones de las plantas
Las adaptaciones de las plantas a suelos oligotróficos proporcionan una mayor y más eficiente absorción de nutrientes, un menor consumo de nutrientes y un almacenamiento eficiente de nutrientes. Las mejoras en la absorción de nutrientes son facilitadas por adaptaciones radicales tales como nódulos radiculares fijadores de nitrógeno, micorrizas y raíces de racimo. El consumo se reduce por las tasas de crecimiento muy lento y por el uso eficiente de nutrientes de baja disponibilidad; Por ejemplo el uso de iones altamente disponibles para mantener la presión de turgencia, con nutrientes de baja disponibilidad reservados para la construcción de tejidos. A pesar de estas adaptaciones, los requerimientos de nutrientes típicamente exceden la captación durante la temporada de crecimiento, por lo que muchas plantas oligotróficas tienen la capacidad de almacenar nutrientes, por ejemplo en tejidos de tronco, cuando la demanda es baja, y removilizarlos cuando aumenta la demanda.

## Ambientes oligotróficos
Se dice que un ecosistema o ambiente es oligotrófico si ofrece poco para sostener la vida. El término se utiliza comúnmente para describir ambientes de agua, hielo, aire, roca o suelo con niveles muy bajos de nutrientes.
Ambientes oligotróficos son de especial interés para las fuentes de energía alternativas y estrategias de supervivencia sobre las que la vida podría depender.

### Antártida
El lago Vostok, un lago de agua dulce que ha sido aislado del mundo debajo de 4 km (2,5 millas) de hielo antártico durante aproximadamente 15 millones de años es frecuentemente considerado un ejemplo primario de un ambiente oligotrófico.

### Australia
Las planicies de arena y los suelos lateríticos del sur de Australia Occidental, donde un craton extremadamente grueso ha impedido cualquier actividad geológica desde el Cámbrico y no ha habido glaciación para renovar los suelos desde el Carbonífero. Por lo tanto, los suelos son extremadamente pobres en nutrientes y la mayoría de la vegetación debe utilizar estrategias tales como raíces de racimo para obtener incluso las cantidades más pequeñas de nutrientes tales como fósforo y azufre.
La vegetación de estas regiones, sin embargo, es notable por su biodiversidad, que en lugares es tan grande como el de una selva tropical y produce algunas de las flores silvestres más espectaculares del mundo. Sin embargo, está gravemente amenazada por el cambio climático que ha desplazado el cinturón de lluvias invernales hacia el sur, así como por el desmonte para la agricultura y el uso de fertilizantes, impulsado principalmente por bajos costos de la tierra que hacen que la agricultura sea económica, Europa o América del Norte.

### América del Sur
Un ejemplo de suelos oligotróficos son los de arenas blancas, con un pH del suelo inferior a 5,0, en la cuenca del Río Negro, en el norte de la Amazonia, que alberga bosques y sabanas de muy baja diversidad y extremadamente frágiles drenados por ríos de aguas negras; Color de agua oscuro debido a la alta concentración de taninos, ácidos húmicos y otros compuestos orgánicos derivados de la descomposición muy lenta de la materia vegetal. Bosques similares se encuentran en las aguas oligotróficas del delta del río Patía en el lado pacífico de los Andes.

### Océano
En el océano, los giros subtropicales al norte y al sur del ecuador son regiones en las que los nutrientes necesarios para el crecimiento del fitoplancton (por ejemplo, nitrato, fosfato y ácido silícico) están fuertemente agotados durante todo el año. Estas áreas se describen como oligotróficas y exhiben clorofila de baja superficie. A veces se les describe como "desiertos oceánicos".